# Maghinardo Pagani
Il marchese Maghinardo Pagani da Susinana (Susinana, ante 1243 – Marradi, 27 agosto 1302) è stato un condottiero e politico italiano del XIII-XIV secolo. Destreggiandosi abilmente tra le opposte fazioni dei guelfi e ghibellini, seppe creare una propria signoria su tre vallate parallele dell'Appennino tosco-romagnolo: Lamone, Senio e Santerno. Fu capitano del popolo e podestà di Faenza e di Imola, capitano del popolo di Forlì.

## Biografia
Maghinardo nacque in una famiglia della piccola nobiltà dell'Appennino tosco-romagnolo che prendeva il nome da una rocca ("Castel Pagano") dell'alta valle del Senio. Il padre, Pietro di Pagano, che aveva avviato un disegno espansionistico della casata lungo le tre valli del Senio, del Lamone e del Santerno verso Faenza e Imola, pur essendo ghibellino, lo affidò ancora bambino alla "guardia e tuteria" del comune di Firenze (guelfo), segnando così il destino del figlio e dello stesso casato. Della madre si conosce solo il nome: Diana. Cresciuto presso Firenze, il soggiorno nella città del giglio influì notevolmente sulla sua maturazione. Maghinardo frequentò i maggiorenti di Firenze; inoltre ebbe modo di incrementare le sue conoscenze militari. Qui conobbe la futura moglie, Mengarda della Tosa, della stessa famiglia nobile di Lottieri. Si trasferì poi a Pistoia. Tornò in Romagna forte delle alleanze strette in Toscana, sia politiche (con i guelfi di parte nera) che economiche (con i banchieri che gli garantirono sostegno finanziario).
Dopo aver preso possesso dei terreni ereditati assieme al fratello Andrea Simone a Susinana (il padre era morto poco tempo dopo il suo trasferimento a Firenze), la sua famiglia conobbe nuove fortune, allargando i propri possedimenti attraverso la conquista dei territori circostanti. Maghinardo legò ai propri destini le vicende che, alla fine del XIII secolo, coinvolsero le città di Imola, Faenza e Forlì.
Guelfo a Firenze, fu ghibellino in Romagna, nel 1275 fu podestà di Faenza. Nel 1277 conquistò Marradi, togliendola alle forze guelfe, che sconfisse anche a Piancaldoli. Nel 1285 Maghinardo ricevette un secondo mandato come podestà di Faenza. Due anni dopo, il vicario pontificio Pietro da Gennazzano, appena giunto in città, decise di rimuovere tutti i civili dalle loro cariche, Maghinardo compreso. Nel 1286 partecipò al tentativo di riconquista di Imola da parte della famiglia ghibellina dei Nordigli. Il fallimento dell'impresa comportò la condanna all'esilio dell'intera famiglia. Maggiore fortuna ebbe Maghinardo a Forlì, dove in novembre fu nominato podestà. Da lì preparò la riscossa su Faenza. Forte dell'appoggio di Firenze, che intendeva espandersi nei territori della Romagna, il 18 maggio 1287 Pagani rientrò a Faenza con la forza ed ottenne di essere ripristinato nella carica di podestà. Pochi mesi dopo fece eleggere Lottieri Della Tosa, appartenente alla famiglia della moglie, vescovo di Faenza.

Nel 1290 aggiunse all'ufficio civile quello militare di capitano del popolo. L'anno seguente prese la città di Forlì infliggendo una pesante sconfitta alle forze papali (11 ottobre 1291).
Nel 1295, indotto a lasciare la carica di capitano del popolo a Faenza dal rettore di Romagna Pietro Guerra, Maghinardo fu tra i fondatori della Lega amicorum ("Lega degli amici") creata tra i capi ghibellini di Cesena, Forlì, Faenza e Imola. Nemico comune: Bologna. La Lega ghibellina pose la sua sede a Faenza.
L'anno seguente, il 1º aprile 1296, la Lega prese la città di Imola, togliendola ai bolognesi. Maghinardo assunse la carica di capitano del popolo e riuscì ad influenzare la nomina del vescovo della città corneliense, facendo sostituire un presule a lui ostile con uno a lui favorevole: Giovanni Bandini. Proseguendo l'avanzata verso Bologna, Maghinardo conquistò e rase al suolo i castelli di Sassatelli, Castel San Pietro, Liano, Vedriano e Medicina. Nello stesso anno distrusse e rase al suolo il castrum dei conti di Cunio. Maghinardo fu uno dei due capitani generali della Lega eletti alla fine dell'anno.
Ai successivi colloqui di pace Maghinardo si presentò in posizione di forza. Guelfi e ghibellini trattarono nel convento francescano di Monte del Re (sulle colline di Dozza). I mediatori furono il priore dei Domenicani di Faenza e due nobili: Alberto della Scala e Matteo Visconti. A Maghinardo fu riconosciuta la supremazia su Forlì, Faenza e Imola (29 aprile 1299). Se a Forlì era Capitano del popolo, nelle ultime due città sommò le cariche di Capitano e Podestà. Nel 1300 Maghinardo conquistò l'ultimo castello dell'imolese che era ancora sfuggito al suo dominio, quello di Linaro.
Morì il 27 agosto 1302, nel pieno dei suoi poteri, nel castello di Benclaro a Sant'Adriano di Marradi. Fu sepolto nel cimitero dell'abbazia di Santa Maria di Rio Cesare, detta «di Susinana».
Il testamento, dettato il 19 agosto 1302 (otto giorni prima della morte) alla presenza del vescovo di Faenza fra' Matteo Eschini (1302-1311), e di altri ecclesiastici e maggiorenti, è conservato in originale nell'Archivio di Stato di Firenze. L'atto testimonia la ricchezza e la potenza raggiunta dal suo estensore. Maghinardo morendo senza figli maschi, lasciò Imola agli Alidosi e Faenza ai Manfredi rimasti vincitori nelle lotte fra le famiglie dominanti. La mancanza di una discendenza maschile in linea diretta segnò anche la decadenza della sua dinastia.

Il fratello, Andrea Simone, entrò in seguito a far parte delle forze Guelfe del Papa.

## Le scelte di campo
Durante la sua lunga carriera militare, Maghinardo combatté dalla parte della guelfa Firenze nella battaglia Campaldino nel 1289, cui prese parte notoriamente anche Dante Alighieri. Poi però fu a lungo un campione dei ghibellini di Romagna, in alleanza con gli Ordelaffi di Forlì: si può affermare che egli fu guelfo in Toscana e ghibellino in Romagna.
Il cronista trecentesco Giovanni Villani ne interpretò così la condotta politica: «Ghibellino era di sua nazione e in sue opere, ma co' Fiorentini era guelfo e nimico di tutti i loro nimici, o guelfi o ghibellini che fossono; e in ogni oste e battaglia ch'e' Fiorentini facessono, mentre fu in vita, fu con sua gente a loro servigio e capitano». In altre parole, ai suoi tempi, i feudatari della montagna appenninica avevano rapporti con Firenze (e Bologna) indipendenti dai loro rapporti con le città di Romagna.
Contrariamente ad altri (come la famiglia forlivese dei Calboli che passò dal partito ghibellino a quello guelfo) i suoi passaggi di campo non sembrano descrivibili in modo semplicemente cronologico (prima era da una parte, poi dall'altra), ma seguono piuttosto un criterio geografico, o meglio geopolitico.
Bartolo da Sassoferrato scrisse cent'anni dopo Maghinardo: «Dato il modo in cui queste parole [guelfo e ghibellino] sono usate oggidì, un uomo può essere un guelfo in un luogo e ghibellino in un altro, perché alleanze di questo tipo si appellano a una varietà di fini».

## Discendenza
Nel 1282 sposò Mengarda della Tosa, che gli diede due figlie:
- Francesca, che sarebbe andata in moglie a Francesco Orsini;
- Andrea, che avrebbe poi sposato Vanni degli Ubaldini, da cui ebbe una figlia di nome Marzia, la famosa Cia degli Ubaldini, sposata a Francesco II Ordelaffi, signore di Forlì. Nel 1359 Cia si distinse nella sfortunata difesa di Cesena durante la Crociata contro i Forlivesi.

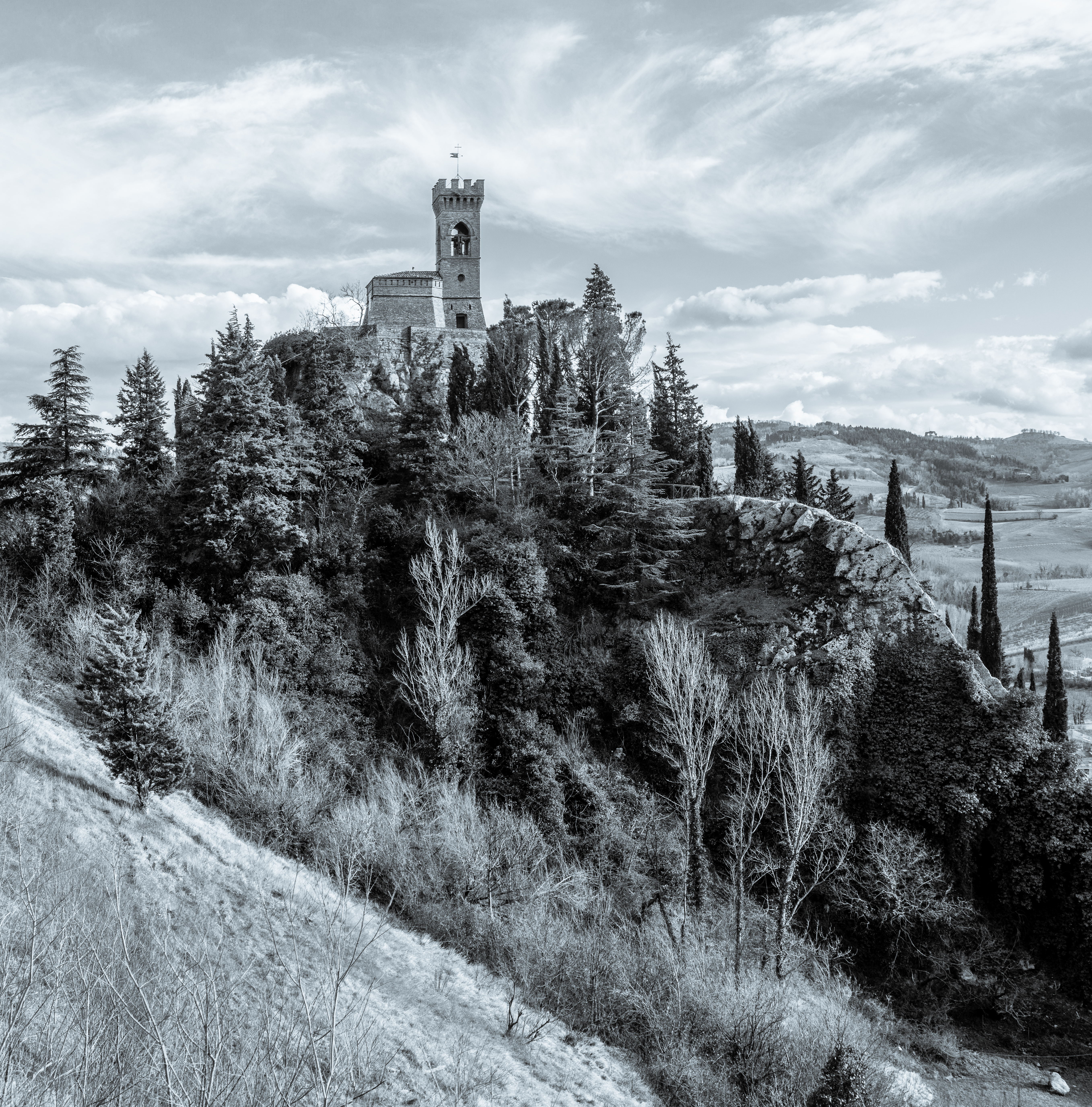
La torre dell'Orologio, a Brisighella, fatta erigere da Maghinardo nel 1290

## Nella letteratura
È noto che l'Inferno di Dante fu completato non prima del 1304-5. Quindi Maghinardo (morto nel 1302) potrebbe essere uno dei pochi uomini citati nella Divina Commedia quando era ancora in vita.
Nel canto XXVII Dante incontra, tra i dannati, Guido da Montefeltro, il quale gli chiede se le città di Romagna sono in pace o in guerra. Dante risponde che al momento si trovano in pace, benché i "tiranni" che le governano covino sempre la guerra nel cuore. Le nomina una per una (sono sei) e quando arriva ad Imola e Faenza, il poeta parla di Maghinardo attraverso una metafora:
(Dante Alighieri, Inferno, Canto XXVII, 49-51)
Dante nomina, questa volta esplicitamente, la famiglia Pagani nel Purgatorio:
(Dante Alighieri, Purgatorio, Canto XIV, 118-120)